# Real Zaragoza 2021-2022
Questa voce raccoglie le informazioni riguardanti il Real Zaragoza nelle competizioni ufficiali della stagione 2021-2022.

## Stagione
La stagione 2021-2022 è stata la 90a stagione di esistenza del Real Zaragoza e la nona stagione consecutiva del club nella seconda divisione del calcio spagnolo. Oltre al campionato nazionale, il Real Zaragoza ha partecipato all'edizione di questa stagione della Copa del Rey.

## Rosa
| N. |                       | Ruolo | Calciatore              |
| -- | --------------------- | ----- | ----------------------- |
| 1  | Argentina (bandiera)  | P     | Cristian Álvarez        |
| 2  | Spagna (bandiera)     | D     | Carlos Martín Vigaray   |
| 3  | Portogallo (bandiera) | D     | Jair Amador             |
| 4  | Serbia (bandiera)     | C     | Radosav Petrović        |
| 5  | Spagna (bandiera)     | C     | Enrique Clemente        |
| 5  | Spagna (bandiera)     | C     | Jaume Grau              |
| 6  | Spagna (bandiera)     | D     | Alejandro Francés       |
| 7  | Colombia (bandiera)   | A     | Juan Narváez            |
| 8  | Spagna (bandiera)     | C     | Adrián González Morales |
| 8  | Spagna (bandiera)     | C     | Eugeni Valderrama       |
| 10 | Spagna (bandiera)     | C     | Javi Ros                |
| 10 | Spagna (bandiera)     | C     | Sabin Merino            |
| 11 | Argentina (bandiera)  | C     | Valentin Vada           |
| 12 | Nigeria (bandiera)    | C     | James Igbekeme          |
| 13 | Spagna (bandiera)     | P     | Álvaro Ratón            |
| 15 | Spagna (bandiera)     | D     | Pep Chavarría           |
| 16 | Spagna (bandiera)     | C     | Íñigo Eguaras''         |
| 16 | Spagna (bandiera)     | C     | Daniel Lasure           |
| 17 | Spagna (bandiera)     | D     | Carlos Nieto Herrero    |
| 18 | Spagna (bandiera)     | D     | Fran Gámez              |
| 19 | Panama (bandiera)     | A     | César Yanis             |
| 20 | Spagna (bandiera)     | A     | Álvaro Giménez Candela  |

| N. |                   | Ruolo | Calciatore                   |
| -- | ----------------- | ----- | ---------------------------- |
| 21 | Spagna (bandiera) | C     | Alberto Zapater (capitano)   |
| 22 | Spagna (bandiera) | C     | Sergio Bermejo               |
| 23 | Spagna (bandiera) | A     | Nano Mesa                    |
| 24 | Spagna (bandiera) | D     | Luis López Mármol            |
| 26 | Spagna (bandiera) | A     | Borja Sainz                  |
| 27 | Spagna (bandiera) | C     | Francho Serrano              |
| 28 | Spagna (bandiera) | D     | Javier Hernández Tarroc      |
| 29 | Spagna (bandiera) | A     | Luis Carbonell Artajona      |
| 30 | Spagna (bandiera) | C     | Isaiah Jerónimo Navarro Díaz |
| 31 | Spagna (bandiera) | A     | Iván Azón                    |
| 33 | Spagna (bandiera) | A     | Miguel Puche                 |
| 34 | Spagna (bandiera) | D     | Ángel Ezequiel López         |
| 35 | Spagna (bandiera) | P     | Miguel Sanz                  |
| 37 | Spagna (bandiera) | D     | Luis Miguel Luengo           |
| 38 | Spagna (bandiera) | C     | Alberto Vaquero              |
| 39 | Spagna (bandiera) | A     | Raúl Rubio                   |
| 40 | Spagna (bandiera) | P     | Carlos Calavia               |
| 41 | Spagna (bandiera) | P     | Guillermo Acín Labrador      |